# Hovedstadens Letbane
|  | Fremtidig bygning Denne artikel omhandler en bygning, der er under opførelse. Det er derfor muligt, at indholdet er af spekulativ natur, og ligeledes, at indholdet kan ændre sig markant efterhånden som flere oplysninger bliver tilgængelige. |

Hovedstadens Letbane er en letbane under anlæg i Københavns omegn, der kommer til at gå fra Lundtofte Station i nord til Ishøj Station i syd. Den forventes at komme til at transportere 13-14 mio. passagerer årligt. Første etape af letbanenettet kaldes Ring 3 Letbanen.
Hovedstadens Letbane er et selskab ejet af 11 omegnskommuner og Region Hovedstaden. Tidligere indgik Staten som medejer, men trak sig i 2018; ligesom den tidligere havde gjort fra letbaneselskaberne i Aarhus og Odense. Driftsteknisk er Hovedstadens Letbane dog et datterselskab til Metroselskabet, der dermed står for den konkrete planlægning og anlæg af banen. Letbanetogene bliver lavet af Siemens. Togene bliver grønne ligesom hovedstadens letbanes logo. De får automatiske døre, et stort flexområde og mange sæder.
Baggrunden for letbanen er en bred politisk aftale mellem partierne i forligskredsen bag aftalerne om ”En grøn transportpolitik” (S, SF, R, V, DF, LA og K), der blev indgået 19. juni 2013. Anlægsloven blev vedtaget af Folketinget 31. maj 2016. Ejerkredsen godkendte anlæggelsen 12. marts 2018, hvorefter anlægsarbejderne gik i gang. Den første del af letbanen mellem Ishøj og Rødovre Nord forventes at åbne i efteråret 2025. Resten af strækningen til Lundtofte forventes at være færdig i sommeren 2026.

## Ejerskab
Letbanen forventes at blive ejet af Ringby-Letbanesamarbejdet, der består af Region Hovedstaden og 11 kommuner: Lyngby-Taarbæk, Gladsaxe, Herlev, Rødovre, Glostrup, Vallensbæk, Albertslund, Brøndby, Hvidovre, Høje-Taastrup og Ishøj. Letbanen går gennem otte af disse kommuner, men ikke gennem Hvidovre, Albertslund, og Høje-Taastrup kommuner, som dog har ønsket at medvirke alligevel, da de forventer påvirkning af deres erhvervsområder.
Kommunerne skal betale følgende beløb til Hovedstadens Letbane:
| Kommune        | Ejerandel | Årlig betaling i millioner kroner pr. juni 2023 |
| -------------- | --------- | ----------------------------------------------- |
| Lyngby-Taarbæk | 12,52%    | 32,2                                            |
| Gladsaxe       | 12,54%    | 32,4                                            |
| Herlev         | 6,71%     | 17,2                                            |
| Rødovre        | 2,01%     | 5,2                                             |
| Glostrup       | 7,18%     | 18,5                                            |
| Albertslund    | 3,23%     | 8,3                                             |
| Brøndby        | 4,18%     | 10,7                                            |
| Høje-Taastrup  | 0,88%     | 2,3                                             |
| Hvidovre       | 0,92%     | 2,4                                             |
| Ishøj          | 3,62%     | 9,3                                             |

### Økonomi
Letbanen har et samlet budget på 5,3 mia. kr. (heraf anlægsbudget på 3,75 mia. kr.), hvoraf en tredjedel forventes finansieret af staten, der dog ikke ønsker at eje en del af selskabet.
En DTU-rapport nævner, at sporenes fastlåsthed virker som katalysator for byudvikling, fordi bygherrer og investorer dermed har større sikkerhed for, at den opnåede bedre kollektive tilgængelighed er af fast og blivende karakter. Byudviklingsværdien er en væsentlig politisk grund til letbanen, men denne værdi er ikke medregnet i samfundsværdien på -8 mia. kr. og negativ forrentning. Vibeke Storm Rasmussen anslår at grundværdistigningen svarer til anlægsudgiften.
Virksomhederne NCC, Moe (Gladsaxe) og  Novozymes (Lyngby) valgte deres nye domiciler på grund af nærhed til letbanens stationer, og MT Højgaard har udtrykt, at letbanen gavner deres ansættelsesmuligheder. DTU forventer gavn af letbanen.
I marts 2013 blev en fase 1-udredning om letbanen offentliggjort af Ringby-Letbanesamarbejdet. I udregningen blev de samlede anlægsomkostninger beregnet til 4,4 mia. kr., svarende til en kilometerpris på 165 mio. kr. ekskl. materiel og 213 mio. kr. inkl. Disse beløb er væsentligt lavere end  anlæg i hhv. Bergen, Stockholm og diverse tyske byer.
De forventede 13-14 mio. passagerer er højere end Kystbanens godt 10 mio. passagerer per år. Movia arbejder for flere BRT-strækninger i København, men anser BRT i Ring 3 som begrænset og kortsigtet.

### Kritik
Nogle er imidlertid skeptiske overfor projektet, idet der er tale om et rent kommunalt letbaneselskab der skal drives af kommunerne. Især Lyngby-Taarbæk Kommune har begrænsede frie arealer til erhvervsudvikling, bl.a Kanalvej ved Lyngby Storcenter og langs letbanen ved Helsingørmotorvejen. I projektbeskrivelsen imødeser man et driftsmæssigt årligt underskud. Samfundsudgiften kan dog ifølge en ekspert vise sig at blive højere pga. nødvendige byggetekniske løsninger i forbindelse med vejkryds og motorvejsbroer. Underskud og drift skal imødekommes fra en øget grundskyldsbeskatning af virksomheder og private grundejere.[kilde mangler]
Forfatteren af ovennævnte DTU-rapport har kritiseret den manglende mulighed for at skifte til Ringstedbanen, hvor banerne krydser hinanden i Brøndby.

## Strækning
Hovedstadens Letbane vil gå fra Lundtofte til Ishøj, hovedsageligt langs Ring 3.
Fra Lundtofte til Klampenborgvej i Kongens Lyngby anlægges banen igennem DTU's campus, hvilket forventes at øge anlægsudgifterne med ca. 100 mio. kr. og dernæst vest for Lundtoftegårdsvej, som flyttes østpå til det tidligere S-togs-tracé fra den aldrig anlagte Lundtoftebane. Herfra vil den forløbe langs Klampenborgvej til Lyngby Station. I 2015 besluttede Lyngby Kommune at lukke Ndr. Torvevej, der forbinder Buddingevej og Klampenborgvej; letbane og bus bliver eneste kørende trafik mellem Magasin og Lyngby Storcenter. Beregninger forudser en markant sænkning af biltrafikken. I 1990'erne blev vejene i det centrale Lyngby omlagt, hvorved biltrafikken også faldt, mens handelen steg.
Fra Lyngby Station følger banen Ring 3 via Buddinge og Herlev Stationer indtil Glostrup Station. Letbanen løber på nordsiden af Vestbanen til Glostrup Station og ud til Ring 3 igen samme vej (rebroussementsstation). Letbanen forløber videre via Vallensbæk Station til Ishøj Strandvej, hvor den fortsætter til Vejledalen, som den følger til Vejlebrovej, der fører til Ishøj Station. Den samlede strækning på 27 km gennemkøres på cirka 55 minutter, svarende til 30 km/t i gennemsnit. Hyppigheden fordobles.
De tekniske detailløsninger afhænger af mange forhold, og bane- og biltrafik afstemmes til samlet bedste.

### Stationer
Der er planlagt 29 stationer på letbanen:
| Kommune        | Station                 | Rejsetid | Rejsetid |
| -------------- | ----------------------- | -------- | -------- |
| Lyngby-Taarbæk | Lundtofte               | 0        | 9 min    |
| Lyngby-Taarbæk | Rævehøjvej              | 1        | 9 min    |
| Lyngby-Taarbæk | Anker Engelunds Vej DTU | 3        | 9 min    |
| Lyngby-Taarbæk | Akademivej DTU          | 5        | 9 min    |
| Lyngby-Taarbæk | Fortunbyen              | 7        | 9 min    |
| Lyngby-Taarbæk | Lyngby Centrum          | 10       | 9 min    |
| Lyngby-Taarbæk | Lyngby Station          | 11       | 9 min    |
| Lyngby-Taarbæk | Lyngby Station          | 11       | 7 min    |
| Gladsaxe       | Gammelmosevej           | 15       |          |
| Gladsaxe       | Buddinge Station        | 17       |          |
| Gladsaxe       | Buddinge Station        | 17       | 11 min   |
| Gladsaxe       | Gladsaxe Rådhus         | 18       |          |
| Gladsaxe       | Gladsaxevej             | 20       |          |
| Gladsaxe       | Gladsaxe Trafikplads    | 21       |          |
| Gladsaxe       | Dynamovej               | 23       |          |
| Herlev         | Herlev Hospital         | 25       |          |
| Herlev         | Herlev Bymidte          | 27       |          |
| Herlev         | Herlev Station          | 28       |          |
| Herlev         | Herlev Station          | 28       | 13 min   |
| Herlev         | Herlev Syd              | 30       |          |
| Rødovre        | Rødovre Nord            | 31       |          |
| Glostrup       | Glostrup Ejby           | 33       |          |
| Glostrup       | Glostrup Nord           | 36       |          |
| Glostrup       | Glostrup Hospital       | 38       |          |
| Glostrup       | Glostrup Station        | 43       | 2 min    |
| Brøndby        | Kirkebjerg              | 46       | 9 min    |
| Brøndby        | Brøndbyvester           | 48       | 9 min    |
| Vallensbæk     | Delta Park              | 51       | 9 min    |
| Vallensbæk     | Vallensbæk Station      | 52       | 9 min    |
| Vallensbæk     | Vallensbæk Station      | 52       | 5 min    |
| Vallensbæk     | Strandhaven             | 54       |          |
| Ishøj          | Ishøj Strand ARKEN      | 55       |          |
| Ishøj          | Ishøj Station           | 58       |          |

## Udstyr
Udbudsmaterialet specificerer 30–35 m standard letbanetog til 130.000 km/år, og 750 V jævnstrøm i køreledninger med transformatorer for hver 2 km.
Ved afslutningen af udbudsrunden primo 2018 valgtes Siemens Avenio letbanetog af samme type, som kører i bl.a. München. Letbanetogene får en lysegrøn farve for at skelne dem fra de gule Movia-busser, de røde S-tog og den hvide metro; og for at signalere, at letbanen er en grøn transportform.

## Fremtidig udbygning

### Linje mod Nørrebro/Nørreport
Der planlægges pt. en udbygning af letbanen med en linje fra Gladsaxe Trafikplads til Nørrebro, hvor den vil få forbindelse til Cityringen. På lang sigt foreslås denne linje forlænget helt ind til Nørreport. Banen skal efter planen gå forbi den gamle TV-by i Mørkhøj og over/under Gyngemosen til Tingbjerg, hvorefter Vestvolden krydses på bro/i tunnel, hvorefter man kører ad Storegårdsvej til Husum Torv. Herfra køres ad Frederikssundsvej til Nørrebro/Nørreport. Letbanen skal efter planen forbinde Ring 3-letbanen med metronettet og aflaste den i dag meget belastede buslinje 5C. Endelig håber man på at kunne revitalisere det socialt belastede boligområde Tingbjerg.
Der er tidligere undersøgt en metrolinje med nogenlunde samme linjeføring fra Tingbjerg via Brønshøj, Bispebjerg og Rigshospitalet til Københavns Hovedbanegård og videre under havnen til Amager og Lufthavnen. Undersøgelsen fra 2012 viste dog, at de ydre dele af den foreslåede metro (i. e. vest for Brønshøj Torv samt syd for Amagerbro station) ikke var rentable nok til metroanlæg, grundet forholdsvis lav befolkningstæthed kombineret med manglende muligheder for byudvikling.
I 2022 besluttede Gladsaxe Kommune sammen med staten, at undersøge mulighede for letbane eller BRT på strækningen. I 2023 begyndte Københavns Kommune en screeningsproces for mere metro, og efter en prescreening af mulighederne besluttede de  i 2025 at undersøge otte potentielle metrolinjer. Tre af forslagene har en linjeføring, der helt eller delvis følger samme rute som den foreslåede letbane eller BRT. Der er i 2025 uenighed mellem Gladsaxe Kommune og Københavns kommune om hvorvidt det fortsat giver mening at undersøge en mulig letbane på strækningen. Der er dog enighed om at det fortsat giver mening at undersøge en BRT-løsning.

### Linje mod Brøndby, Avedøre Holme og Lufthavnen
I 2013 foreslog Region Hovedstaden på baggrund af en rapport udarbejdet af Cowi, at lave en afgrening af Ring 3-letbanen fra Kirkebjerg Station i Brøndby Kommune til Avedøre Holme og derfra via en bro eller tunnel til Lufthavnen.

### Integration af Nærumbanen
Trafikselskabet Movia foreslog i sin Mobilitetsplan 2021 Arbejdspapir: Samdrift mellem statslige og regionale jernbaner fra 2018 at indlemme Nærumbanen i Hovedstadens Letbanenet. Konkret vil det betyde, at strækningen mellem Klampenborgvej i Lyngby og Nærum konverteres til enkeltsporet letbane med elmaster, som det kendes fra bl.a. Aarhus, hvor Odderbanen og Grenaabanen er blevet konverteret til letbane. I krydset Kanalvej/Klampenborgvej udføres en rampe, der forbinder Nærumbanen og Ring 3-letbanen. Strækningen fra Klampenborgvej til Jægersborg station foreslås i samme forbindelse nedlagt.